# وهرغان
وهرغان (بالفارسية: وهرگان) هي قرية تقع في قسم بيشكوة موغوئي الريفي في إيران. يقدر عدد سكانها بـ 55 نسمة بحسب إحصاء 2016.